# Calvin Hemery
Calvin Hemery (ur. 28 stycznia 1995 w Les Lilas) – francuski tenisista.

## Kariera tenisowa
Zawodowym tenisistą Hemery jest od 2013.
W zawodach ATP Challenger Tour wygrał jeden tytuł.
W rankingu gry pojedynczej najwyżej był na 116. miejscu (30 kwietnia 2018), a w klasyfikacji gry podwójnej na 252. pozycji (24 grudnia 2018).

### Zwycięstwa w turniejach ATP Challenger Tour w grze pojedynczej
| Końcowy wynik | Nr | Data          | Turniej | Nawierzchnia | Przeciwnik  | Wynik finału |
| ------------- | -- | ------------- | ------- | ------------ | ----------- | ------------ |
| Zwycięzca     | 1. | 30 lipca 2017 | Tampere | Ceglana      | Pedro Sousa | 6:3, 6:4     |